# Ostrobotnia Meridionale
L'Ostrobotnia Meridionale (in finlandese Etelä-Pohjanmaa, in svedese Södra Österbotten) è una provincia della Finlandia. Il capoluogo della regione è Seinäjoki.
L'economia della provincia è costituita principalmente da attività agricole e forestali, con una discreta concentrazione di piccole aziende per la lavorazione del legno, del metallo e di fibre tessili. L'evento culturale più conosciuto è il Provinssirock, il più grande festival di musica rock finlandese, organizzato a Seinäjoki ogni giugno.
Tra i luoghi da visitare: il Nido del diavolo di Jalasjärvi, la chiesa e il palazzo comunale di Seinäjoki progettati da Alvar Aalto, e la Caverna dei lupi di Karijoki dove sono conservate tracce di presenza umana nella regione del periodo precedente l'ultima glaciazione.

## Amministrazione
Come la gran parte delle altre province finlandesi, l’Ostrobotnia del Sud è governata da due diversi enti:
- la Federazione dell’Ostrobotnia Meridionale (Etelä-Pohjanmaan liitto) è la confederazione dei comuni, con un Consiglio provinciale nominato dai consiglieri comunali, e una relativa Giunta provinciale. Il suo compito è gestire le competenze comunali su un ambito spaziale più ampio e condiviso.
- l’Area di benessere dell’Ostrobotnia Meridionale (Etelä-Pohjanmaan hyvinvointialue) è l’ente sanitario provinciale, creato nel 2022 e con un Consiglio eletto direttamente dai cittadini, che tramite la relativa Giunta gestisce gli ospedali e i servizi assistenziali.[1]

Il primo ente è quello che nomina il direttore provinciale.
La provincia era inclusa nella Finlandia Occidentale, oggi soppressa. 

## Geografia antropica

### Suddivisioni amministrative
L'Ostrobotnia meridionale è composta da 18 comuni, di cui 8 sono città, evidenziate in grassetto nella lista sottostante:
| - Alajärvi - Alavus - Evijärvi - Ilmajoki - Isojoki - Isokyrö - Karijoki | - Kauhajoki - Kauhava - Kuortane - Kurikka - Lappajärvi - Lapua | - Seinäjoki - Soini - Teuva - Vimpeli - Ähtäri |